# Красилов, Дмитрий Игоревич
Дми́трий И́горевич Краси́лов (22 июня 1994, Заринск, Алтайский край, Россия — 18 декабря 2023, Москва), более известный под псевдонимом Пухля́ш, — российский шоумен, танцор и актёр. Получил широкую известность в 2020 году после участия в видеотрилогии группы Little Big: «Uno», «Tacos» и «Sex Machine».

## Биография
Дмитрий Красилов родился 22 июня 1994 года в Заринске Алтайского края в семье Игоря Александровича Красилова (8 июня 1966 — 15 мая 2010) и Галины Бернардовны Юнцевич (род. 10 мая 1969). Научился танцевать в возрасте восьми лет. В 2020 году окончил факультет социально-культурных и информационных технологий Алтайского государственного института культуры. Принимал участие в съёмках известных фильмов и сериалов, а также музыкальных клипов и рекламы. Часто становился гостем разных программ и передач.
Стал широко известен после участия в клипе группы Little Big на песню «Uno» для «Евровидения-2020» — группа должна была представлять Россию на международном конкурсе песни, однако из-за пандемии коронавируса он был отменён.
Из клипа «Uno» группа Little Big решила сделать трилогию, частями которой стали последующие видео — «Tacos» и «Sex Machine», вышедшие в 2020 и 2021 годах соответственно. Дмитрий Красилов исполнил в них главную роль.
Также совместно с группой «Хлеб» снимался в клипе Cream Soda на песню «Плачу на техно». Номинировался на включение в рейтинг «30 самых перспективных россиян до 30 лет» в категории «Искусство» за 2020 год по версии журнала Forbes.
В 2023 году записал несколько песен в качестве исполнителя.

### Смерть и похороны
Дмитрий Красилов скончался 18 декабря 2023 года в Москве на 30-м году жизни. Директор шоумена после неудачных попыток дозвониться приехал в квартиру Дмитрия, где ему не открыли. Приехавшие на вызов спасатели вскрыли дверь и обнаружили молодого человека без признаков жизни. Предварительной причиной смерти называлась сердечная недостаточность, по другим данным — эндокринопатия.
Церемония прощания с шоуменом прошла 22 декабря 2023 года на Троекуровском кладбище в Москве.
Похоронен 23 декабря на родине — в городе Заринске Алтайского края — на Старом кладбище рядом с отцом.

## Память
Группа Little Big посвятила Дмитрию Красилову музыкальное видео на песню «Lobster Popstar», выпущенное в 2024 году.

## Фильмография
- 2018 — Этим пыльным летом (игрок в автоматах)
- 2018 — Ивановы-Ивановы, 3 сезон (студент)
- 2018 — Клубаре (посетитель кинотеатра)
- 2018 — Психологини-2 (шеф-повар)
- 2019 — Последний рейв (Уксус)
- 2019 — Вторжение (Сеня, айтишник)
- 2019 — Дылды (гравёр)
- 2019 — Люби их всех (эпизод)
- 2019 — Рая знает всё! (Алексей, бармен)
- 2019 — Скорая помощь-2 (Веклич, кок)
- 2019 — Толя-робот (Ржавый)
- 2019 — Учителя (студент)
- 2020 — В рабочем порядке (роль не известна)
- 2020 — Документалист. Охотник за призраками (Никита, администратор сауны)
- 2020 — ИП Пирогова-3 (любитель пельменей)
- 2020 — Нагиев на карантине (дезинфектор)
- 2020 — Не лечи меня (санитар)
- 2020 — Чума! (Карл 44-й, принц Танцбурга)
- 2021 — Добро пожаловать в семью («Колобок»)
- 2021 — Любовь в рабочие недели (Сеня — главная роль)
- 2021 — Прабабушка лёгкого поведения. Начало (эпизод)
- 2021 — Мой папа не подарок (курьер)
- 2021 — Стриптизёры (Боря — главная роль)
- 2022 — В рабочем порядке-2 (роль не известна)
- 2022 — Дикая (Игнат)
- 2022 — Заключение (Дужников)
- 2022 — Секреты семейной жизни-2 (Толян)
- 2023 — Бедный олигарх-2 (пухляш Юрий, заключённый)
- 2023 — Добро пожаловать в семью: Повар из Неаполя («Колобок»)
- 2023 — Лиза (водитель фуры)
- 2024 — Бар «МоскваЧики» (хозяин кафе, посмертно)
- 2024 — Зять (посмертно)
- 2024 — Как я встретил её маму (посмертно)
- 2024 — Сергий против нечисти-3 (Жар-Птиц) (посмертно)

### Биография
- Биография Дмитрия Красилова. Личная жизнь. Последние новости. — Свободная Пресса
- Дмитрий «Пухляш» Красилов — Шоумен, Ведущий канала. Биография/Muz-tv.ru
- Центнер харизмы: что известно про Диму Красилова — «пухляша» из Little Big? — 17.03.2020, Sputnik Беларусь. Биография

### Радио
- Дима «Пухляш» Красилов — Про трек «Каблуки» и поездку в Камбоджу на весёлом радио
- Дмитрий Красилов (Пухляш) в «Вечернем шоу» на «Русском Радио»
- Да, это я!": как Дмитрий Красилов реагирует на прозвище «Пухляш» — Новости Русского Радио | Москва 105.7